# 제42회 세자르상
제42회 세자르상은 2017년 2월 24일에 열린 시상식이다.

## 수상 및 후보

### 작품상
- 엘르 - 파울 페르후번 수상
- 디바인스 - 우다 베니야미나
- 프란츠 - 프랑수아 오종
- 아뉴스 데이 - 안 퐁텐
- 슬랙 베이:바닷가 마을의 비밀 - 브뤼노 뒤몽
- 달나라에 사는 여인 - 니콜 가르시아
- 빅토리아 - 쥐스틴 트리예

### 감독상
- 단지 세상의 끝 - 그자비에 돌란 수상
- 디바인스 - 우다 베니야미나
- 엘르 - 파울 페르후번
- 프란츠 - 프랑수아 오종
- 아뉴스 데이 - 안 퐁텐
- 슬랙 베이:바닷가 마을의 비밀 - 브뤼노 뒤몽
- 달나라에 사는 여인 - 니콜 가르시아

### 남우주연상
- 단지 세상의 끝 - 가스파르 윌리엘 수상
- 시골 여의사 - 프랑수아 클뤼제
- 어 키드 - 피에르 들라동샹
- 나는 나쁜놈이 아니예요 - 니콜라스 뒤보셸
- 슬랙 베이:바닷가 마을의 비밀 - 파브리스 뤼키니
- 프란츠 - 피에르 니네
- 쇼콜라 - 오마르 시

### 여우주연상
- 엘르 - 이자벨 위페르 수상
- 여자의 일생 - 쥐디트 셰믈라
- 달나라에 사는 여인 - 마리옹 코티야르
- 빅토리아 - 비르지니 에피라
- 폴트레스 - 마리나 포이스
- 150 밀리그램스 - 시드 바벳 크누센
- 더 댄서 - 소코

### 남우조연상
- 쇼콜라 - 젬스 티에레 수상
- 어 키드 - 가브리엘 아르깡
- 단지 세상의 끝 - 뱅상 카셀
- 빅토리아 - 뱅상 라코스트
- 엘르 - 로랑 라피트
- 빅토리아 - 멜빌 푸포

### 여우조연상
- 디바인스 - 데보라 루쿠무에나 수상
- 단지 세상의 끝 - 나탈리 바유
- 슬랙 베이:바닷가 마을의 비밀 - 발레리아 브루니 테데스키
- 엘르 - 안 콩시니
- 더 댄서 - 멜라니 티에리

### 신인남우상
- 다크 인클루젼 - 닐스 슈네데르 수상
- 엘르 - 조나스 블로케
- 스테잉 버티컬 - 다미엔 보나드
- 비잉 17 - 코렌틴 필라
- 비잉 17 - 케이시 모텟 클레인

### 신인여우상
- 디바인스 - 울라야 아마라 수상
- 프란츠 - 폴라 비어
- 더 댄서 - 릴리로즈 뎁
- 하늘이 기다려 - 노에미 메를랑
- 슬랙 베이:바닷가 마을의 비밀 - 라프

### 각본상
- 투게더 프로젝트 - 솔베이그 안스팍 외 1명 수상
- 디바인스 - 로맹 콤핑 외 2명
- 아뉴스 데이 - 사브리나 B. 카린 외 3명
- 슬랙 베이:바닷가 마을의 비밀 - 브뤼노 뒤몽
- 빅토리아 - 쥐스틴 트리예

### 각색상
- 내 이름은 꾸제트 - 셀린 시아마 수상
- 엘르 - 데이비드 버크
- 150 밀리그램스 - 세베린 보솀 외 1명
- 프란츠 - 프랑소와 오종
- 달나라에 사는 여인 - 자크 피에쉬 외 1명
- 힐 더 리빙 - 카텔 퀼레베레

### 촬영상
- 프란츠 - 빠스칼 마르티 수상
- 엘르 - 스테판 퐁탠느
- 아뉴스 데이 - 카롤린느 샹페띠에
- 슬랙 베이:바닷가 마을의 비밀 - 기욤 데포테인스
- 달나라에 사는 여인 - 크리스토퍼 보칸

### 의상상
- 더 댄서 - 아나이스 로망 수상
- 프란츠 - 파스칼린 샤반느
- 슬랙 베이:바닷가 마을의 비밀 - 알렉산드라 샤를
- 달나라에 사는 여인 - 캐서린 레터리어
- 여자의 일생 - 매들린 폰테인

### 음향상
- 오디세이 - 마크 엥겔스 외 3명 수상
- 쇼콜라 - 브리짓 테일앤디어 외 2명
- 엘르 - 장 폴 뮤젤 외 3명
- 프란츠 - 마틴 부이스 외 2명
- 달나라에 사는 여인 - 장-피에르 듀렛 외 2명

### 편집상
- 단지 세상의 끝 - 그자비에 돌란 수상
- 디바인스 - 루이 랄레몽 외 1명
- 엘르 - 잡 터 버그
- 프란츠 - 로르 가르데트
- 달나라에 사는 여인 - 사이먼 자케

### 음악상
- 시베리안 포레스트 - 이브라힘 말루프 수상
- 쇼콜라 - 가브리엘 야레
- 엘르 - 앤 더들리
- 프란츠 - 필립 롬비
- 내 이름은 꾸제트 - 소피 헝거

### 미술상
- 쇼콜라 - 제레미 D. 리뇰 수상
- 더 댄서 - 칼로스 콘티
- 프란츠 - 미셀 바틀레미
- 슬랙 베이:바닷가 마을의 비밀 - 리통 뒤피에-끌레망
- 플라네타륨 - 카샤 비스콥

### 단편영화상
- 엄마들 - 메이무나 도꼬레 수상
- 투워즈 텐더니스 - 앨리스 디옵 수상
- 아프레 수잔느 - 펠릭스 모아티
- 웬 유 히어 더 벨스 - 샤브남 자리아브
- 샤스 로얄 - 리즈 아코카

### 애니메이션상 - 단편
- 히 후 해즈 투 소울즈 - 파브리스 루앙-비야 수상
- 내 이름은 꾸제트 - 클로드 바라스 수상
- 차가운 커피 - 스테파니 랑사크
- 신문이 살아있다 - 도나토 산소네
- 페리페리아 - 다비드 코쿠아르-다소
- 손 없는 소녀 - 세바스찬 로덴바흐
- 붉은 거북 - 마이클 두독 드 비트

### 외국어영화상
- 나, 다니엘 블레이크 - 켄 로치 수상
- 아쿠아리우스 - 클레버 멘돈사 필로
- 바칼로레아 - 크리스티안 문지우
- 언노운 걸 - 장피에르 다르덴 외 1명
- 단지 세상의 끝 - 그자비에 돌란
- 맨체스터 바이 더 씨 - 케네스 로너건
- 토니 에드만 - 마렌 아데

### 데뷔작품상
- 디바인스 - 우다 베니야미나 수상
- 더 패뷸러스 파타르스 - 소피 라인
- 더 댄서 - 스테파니에 디 쥬스토
- 다크 인클루젼 - 아더 하라리
- 로살리 블룸 - 줄리앙 라페노

### 다큐멘터리상
- 땡스 보스! - 프랑소와 뤼팡 수상
- 레이티스트 뉴스 프롬 더 코스모스 - 줄리 베르투첼리
- 화염의 바다 - 잔프란코 로시
- 스웨거 - 올리비에 바비넷
- 프렌치 시네마 스토리 - 베르트랑 타베르니에

## 같이 보기
- 제29회 유럽 영화상
- 제89회 아카데미상
- 제70회 영국 아카데미 영화상